# そして音楽が始まる
『そして音楽が始まる』（そしておんがくがはじまる）は、2002年4月7日から2003年9月28日までテレビ東京で放送された、音楽を題材にしたドキュメンタリー番組。テレビ東京とテレビマンユニオンの共同製作。

## 概要
放送時間は日曜日22:54 - 23:24。それまで23時台後半に放送されていた『ファッション通信』がBSジャパンへ移行したのに伴い、『激生!スポーツTODAY』と放送枠を交換する形でスタートした。
番組は毎回、人々の心に残る邦楽・洋楽の曲を1曲取り上げ、アーティストと作者のインタビューを交えながら紹介していた。

## 番組で取り上げた曲
- We Are The World（USA for AFRICA） - 第1回目で紹介。
- Time After Time（シンディ・ローパー）
- ひとり咲き（CHAGE and ASKA）
- My Revolution（渡辺美里）
- M（プリンセス プリンセス）
- そして僕は途方に暮れる（大澤誉志幸）
- TRUE LOVE（藤井フミヤ）
- I LOVE YOU（尾崎豊）
- 十七歳の地図（尾崎豊）
- saturday in the park（シカゴ）
- Runner（爆風スランプ）
- 銀河鉄道999（ゴダイゴ）-2003年3月2日放送
- 初恋（村下孝蔵）
- 襟裳岬（森進一・吉田拓郎）
- RYDEEN（YMO） - 2003年3月16日放送。
- 贈る言葉（海援隊） - 最終回で紹介。

以下は、マーブルトロン株式会社発行、中央公論新社発売の『そして音楽が始まる〜名曲に隠された感動のドキュメント〜』を参考に掲載。掲載順に記載しているため、実際の放送日と前後する箇所がある。ISBN 978-4123900539
- 夢の途中・セーラー服と機関銃（来生たかお）/2002年9月1日放送
- 神田川（かぐや姫）/2002年11月24日放送
- チャンピオン（アリス）/2002年4月21日放送
- 安奈（甲斐バンド）/2003年3月23日
- 明日に架ける橋（サイモン&ガーファンクル）/2002年11月17日放送
- 島唄（THE BOOM）/2003年5月11日放送
- 花〜すべての人の心に花を〜（喜納昌吉）/2002年5月12日
- 愛のメモリー（松崎しげる）/2002年3月30日放送
- ホワイト・クリスマス（ビング・クロスビー）/2002年12月22日放送
- なごり雪（かぐや姫・イルカ）/2002年9月8日放送
- シクラメンのかほり（布施明）/2002年5月26日放送
- サボテンの花（チューリップ）/2003年5月4日放送
- 翼をください（赤い鳥）/2002年8月25日放送
- 宇宙のファンタジー（アース・ウィンド・アンド・ファイアー）/2003年1月12日放送
- 夢芝居（梅沢富美男）/2003年2月2日放送

ほか

## スタッフ
- 編集・MA：IMAGICA
- プロデューサー：大原潤三 → 齊藤紀子（テレビ東京）
- 製作：テレビ東京、テレビマンユニオン